# Juan Gris
José Victoriano González-Pérez, más conocido como Juan Gris (Madrid, 23 de marzo de 1887-Boulogne-sur-Seine, 11 de mayo de 1927), fue un pintor, ilustrador y litógrafo español que desarrolló su actividad principalmente en París. Es considerado uno de los maestros del cubismo.

## Biografía
Nace en Madrid en 1887, en el seno de una familia bien situada, lo que le permitió entrar gradualmente en un ambiente de clase media. El lugar donde nació ocupa ahora el emplazamiento del Hotel Europa, en la calle del Carmen número 4. En este puede observarse su placa conmemorativa de nacimiento.

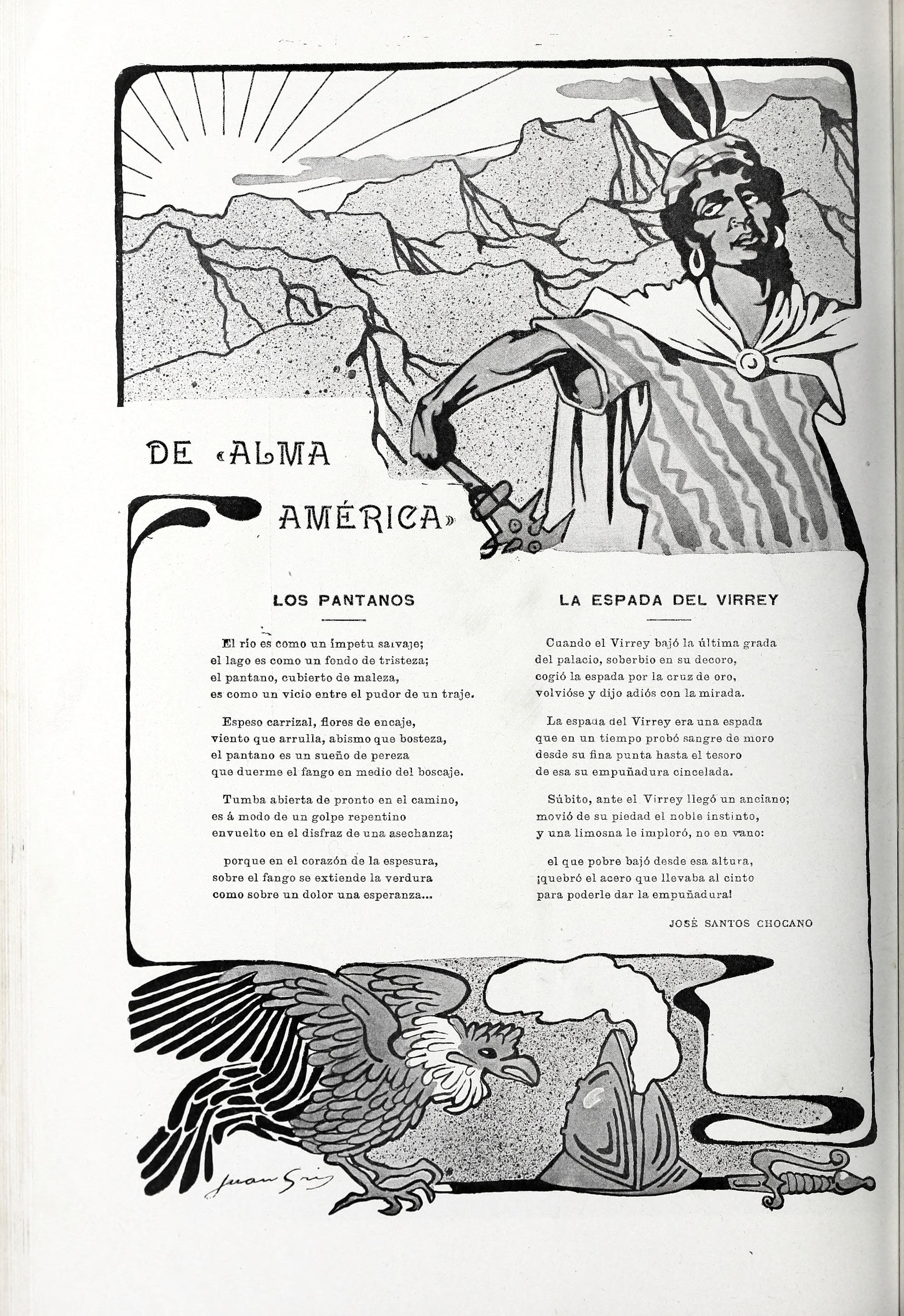
Ilustración de Gris para un texto de Santos Chocano

Entre 1904 y 1906 estudió en la Escuela de artes y Manufacturas de Madrid y en el estudio de José Moreno Carbonero. En su adolescencia fue ilustrador de publicaciones como Blanco y Negro y Madrid Cómico, además de ilustrar el contenido y cubiertas de obras literarias como Alma América de José Santos Chocano, Canciones del camino de Francisco Villaespesa y Alma. Museo. Cantares de Manuel Machado. Su estilo en estos años recuerda a Toulouse-Lautrec y los pintores modernistas catalanes.
En 1906, para evitar la milicia y conocer vida artística, se muda a París, donde conoce a Pablo Picasso, Fernand Léger y Georges Braque. Vivía en un hostal, en el Bateau-Lavoir de Montmartre durante unos diez años.
En sus primeros años parisinos subsiste dibujando para publicaciones como L'Assiette au Beurre, Le Cri de Paris, Le Témoin y Charivari.
Sus primeros intentos como pintor en el cubismo son en el año de 1910, cuando fue dejando gradualmente las labores de ilustración, aunque en los museos españoles existen pocos ejemplos de esta fase. El Museo Thyssen-Bornemisza posee un dibujo de 1911 que sorprende por su radicalidad.
En 1912 Juan Gris da claramente el salto al cubismo con varias pinturas presentadas en el Salón des Indépendents de París. El verano de 1913 lo pasó en Céret, donde empezó a trabajar la técnica del papier collé: recortes de cartón y papel, en ocasiones obtenidos de periódicos, que se pegan sobre el lienzo para combinarse con el óleo. Fue su principal aportación al cubismo.
La conocida como segunda etapa del cubismo, de 1914 hasta finales de los años 20, fue liderada por Gris y María Blanchard, pintora con la que le uniría una relación creativa durante los años de la Primera Guerra Mundial así como una profunda amistad. Junto a otros artistas como el escultor Jacques Lipchitz, experimentaron, de forma conjunta, un cubismo sintético."Fue un proceso intelectual común, de trabajo común, en el que conducen el cubismo hacia la arquitectura, hacia la búsqueda de una proporción clásica y de un nuevo sentido del color, una restructuración del color, teniendo en cuenta que abandonan el collage".

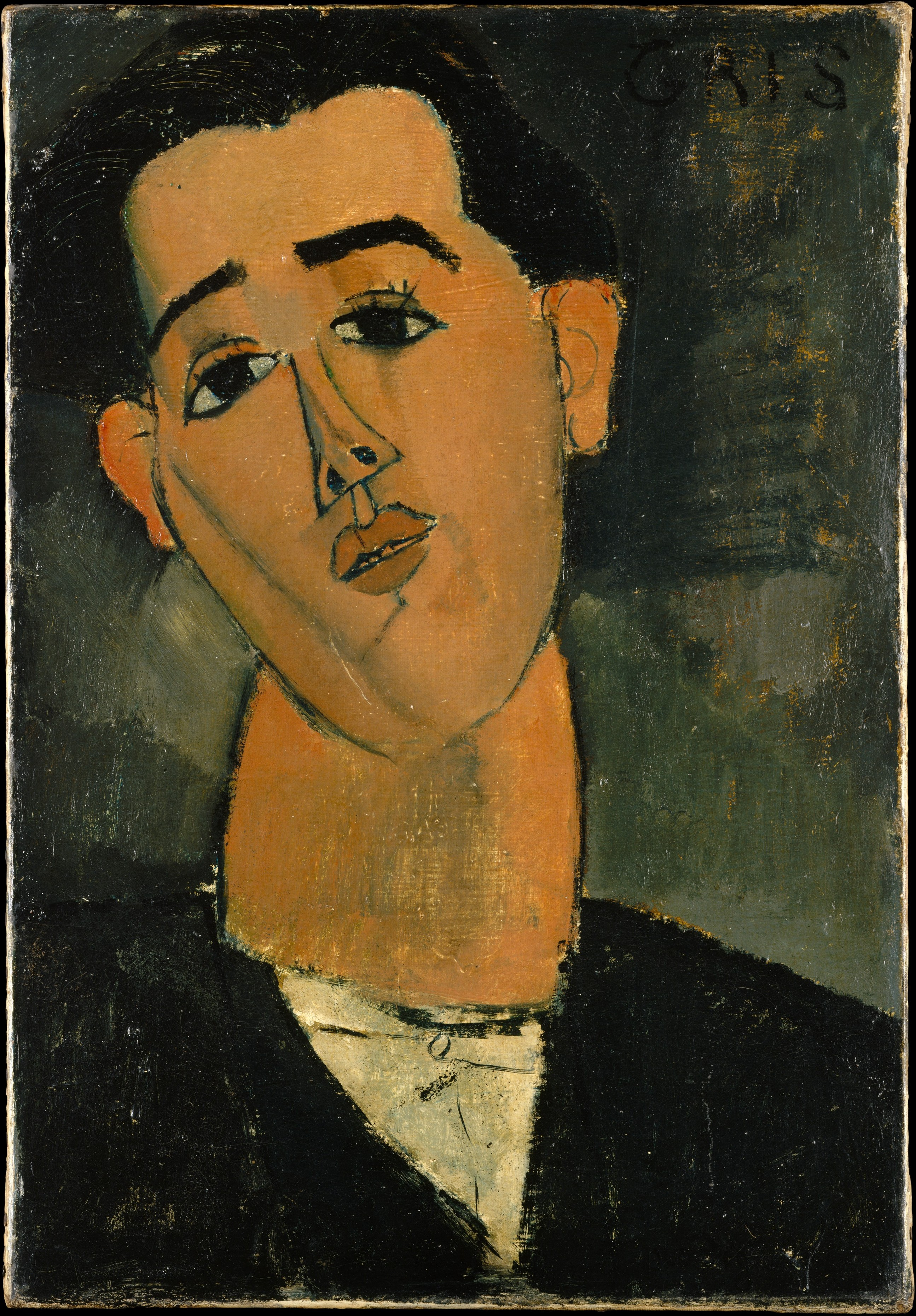
Retrato de Juan Gris, Amadeo Modigliani

Tras unos pocos años de estrecha conexión, Gris y Picasso se distanciaron tanto en lo artístico como en lo personal. Picasso fue evolucionando hacia un arte figurativo de gusto clasicista, en sintonía con la vuelta al orden que emprendieron muchos otros artistas como André Derain. Mientras, Gris se mantuvo fiel al cubismo en una clave más colorista. Esta última etapa ha sido habitualmente subestimada por comparación con el cubismo analítico, pero ha recobrado estimación en fechas recientes y fue motivo de una antológica en el Museo Reina Sofía en 2005.
En sus últimos años diseñó escenografías para dos montajes de ballet de Diaghilev.
A partir de octubre de 1925 comenzó a padecer frecuentes ataques de uremia y problemas cardíacos, muriendo de una insuficiencia renal en Boulogne-sur-Seine (París) el 11 de mayo de 1927 a la edad de 40 años, dejando sus pertenencias a su esposa Josette y su hijo Georges González-Gris.
Al igual que otros cubistas y que el arte moderno en general, Gris tuvo escaso predicamento en los circuitos culturales españoles mientras vivió; todavía varias décadas después de su muerte, su producción tenía escasísima presencia en los museos públicos del país. A partir de la década de 1980 diversos museos y colecciones emprendieron la adquisición de pinturas suyas, gracias a lo cual actualmente existen varios conjuntos importantes en España. Hay que destacar el muestrario del Museo Reina Sofía (19 pinturas), al que se han sumado en depósito, gracias a un acuerdo suscrito en 2016, cinco obras más de Gris y un grupo de obras cubistas reunido por la fundación de la compañía Telefónica. Poseen también obras de Gris el Museo Thyssen-Bornemisza y la Academia de San Fernando, entre otras instituciones.

## Galería de obras

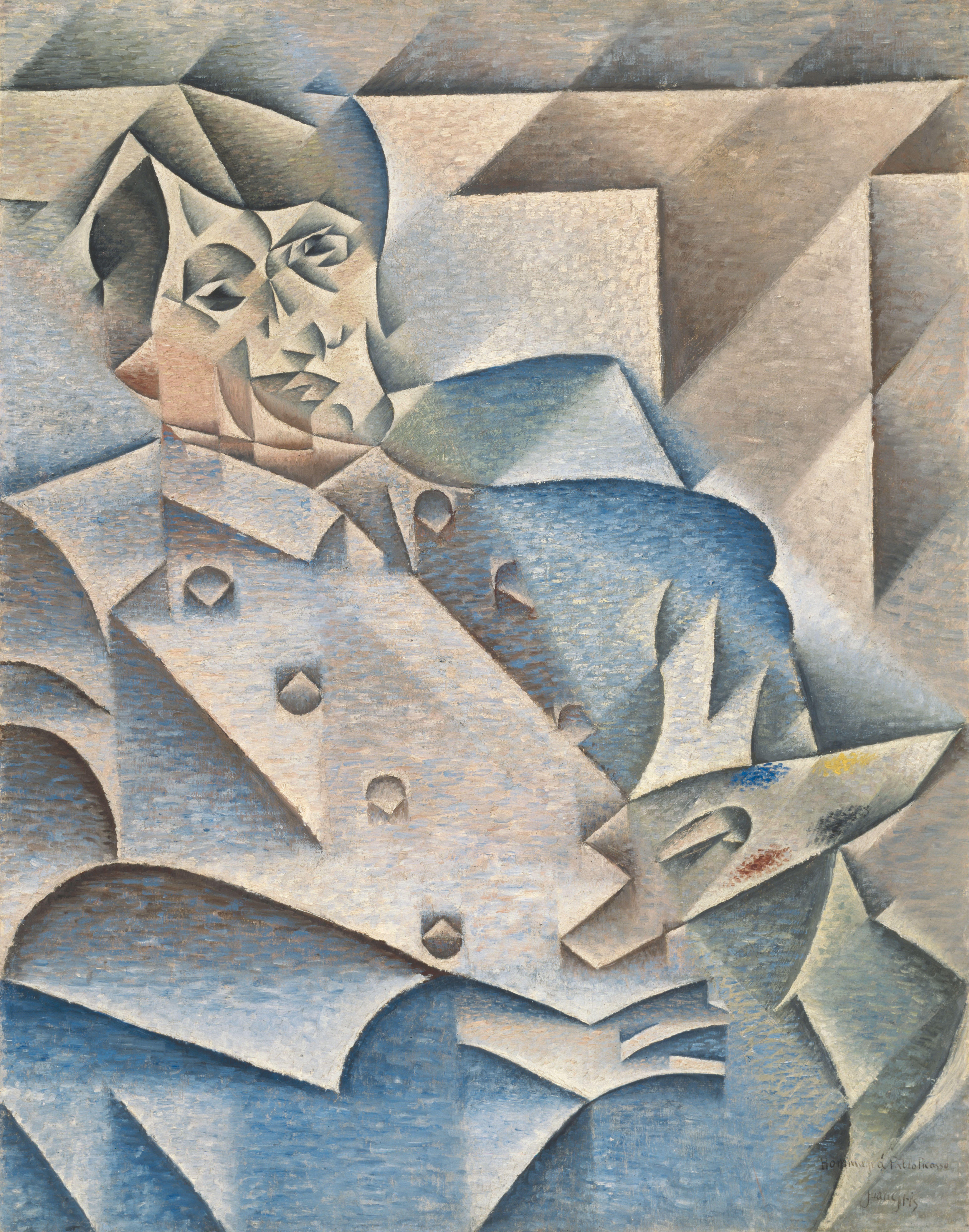
Retrato de Picasso, Art Institute de Chicago.
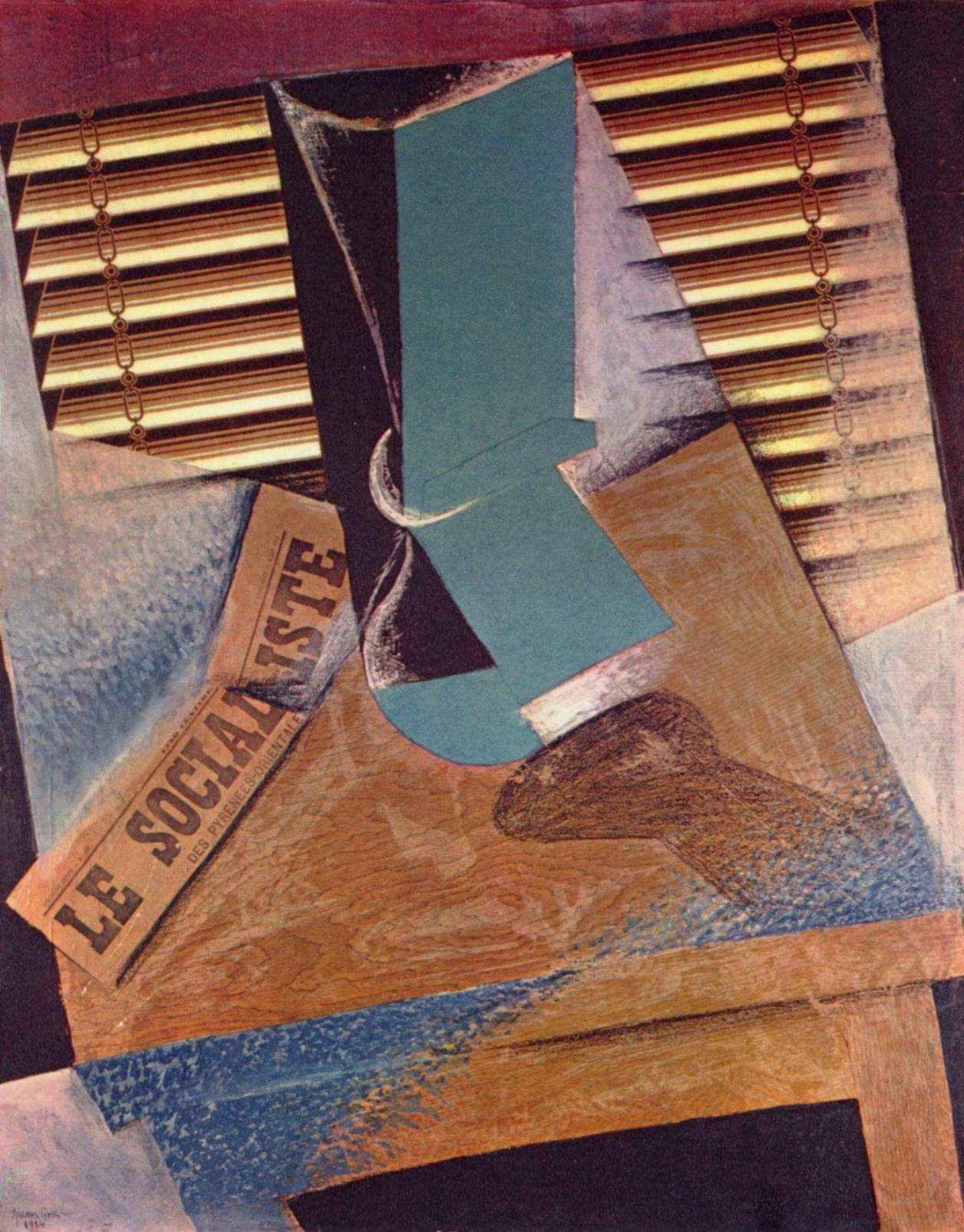
Bodegón con persiana, 1914, Tate Gallery, Londres.
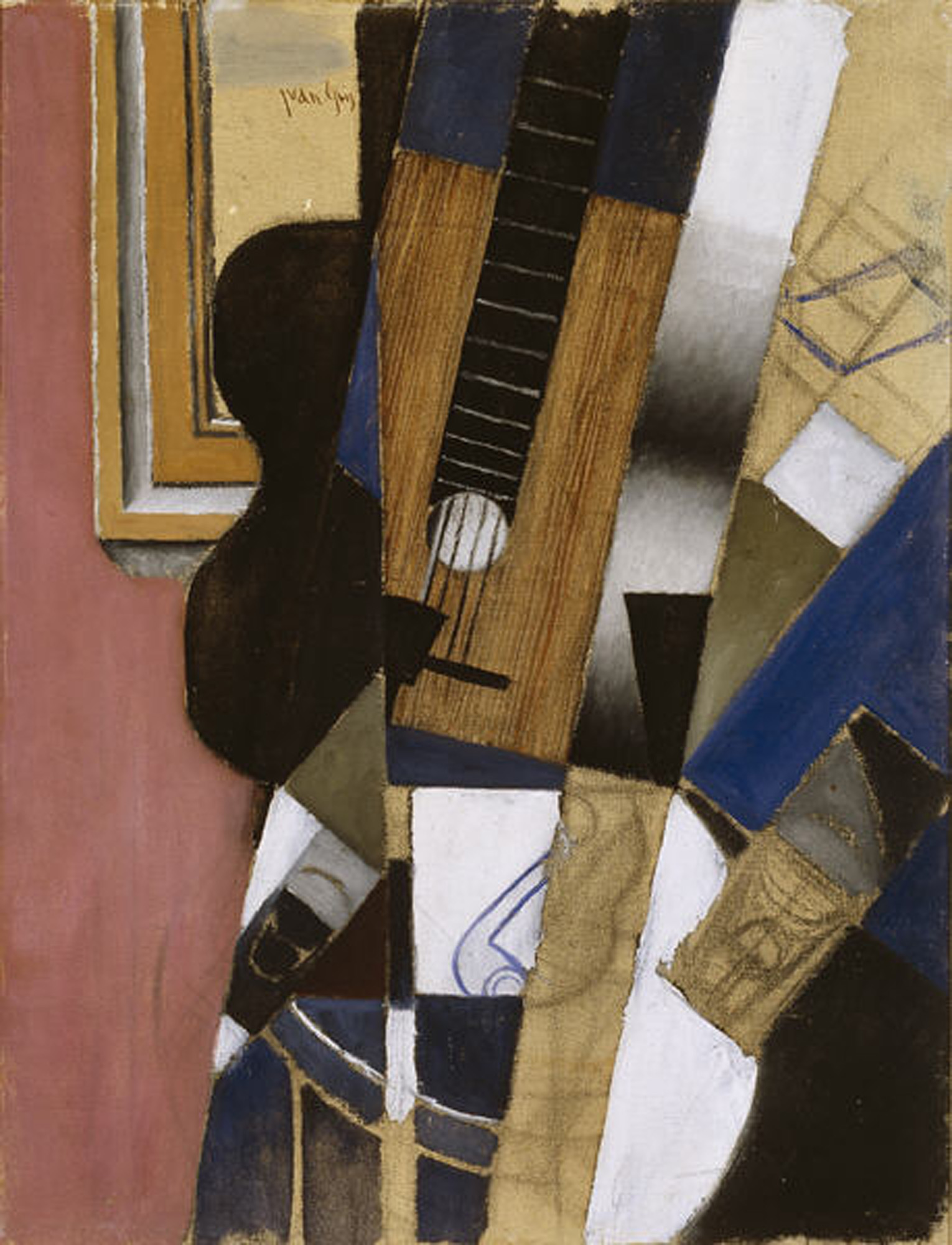
Guitarra y Pipa, 1913, Museo de Arte de Dallas.
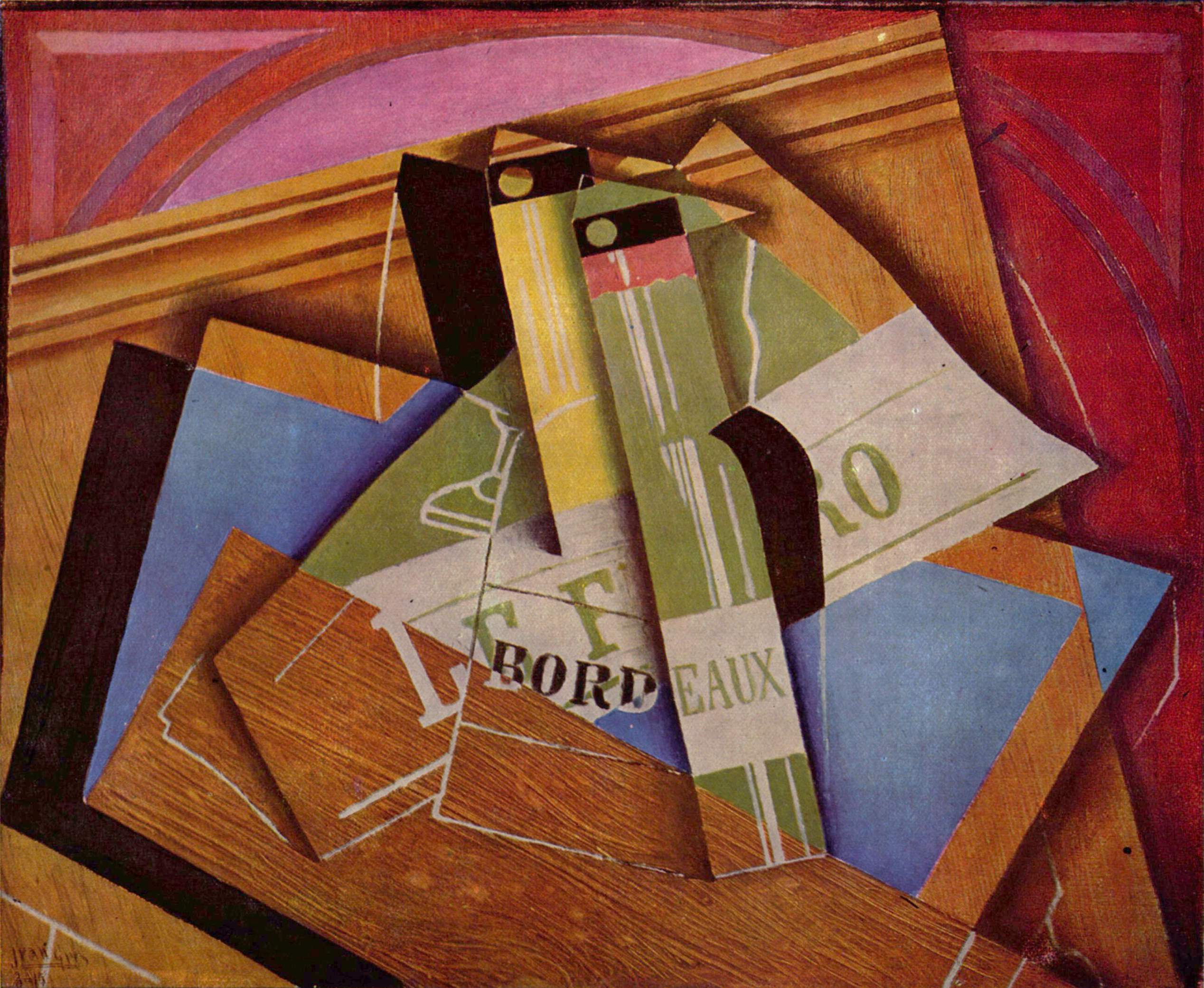
Stilleben mit Bordeuauxflasche (Bodegón con botella de Burdeos), 1919, Werner, Berlín.
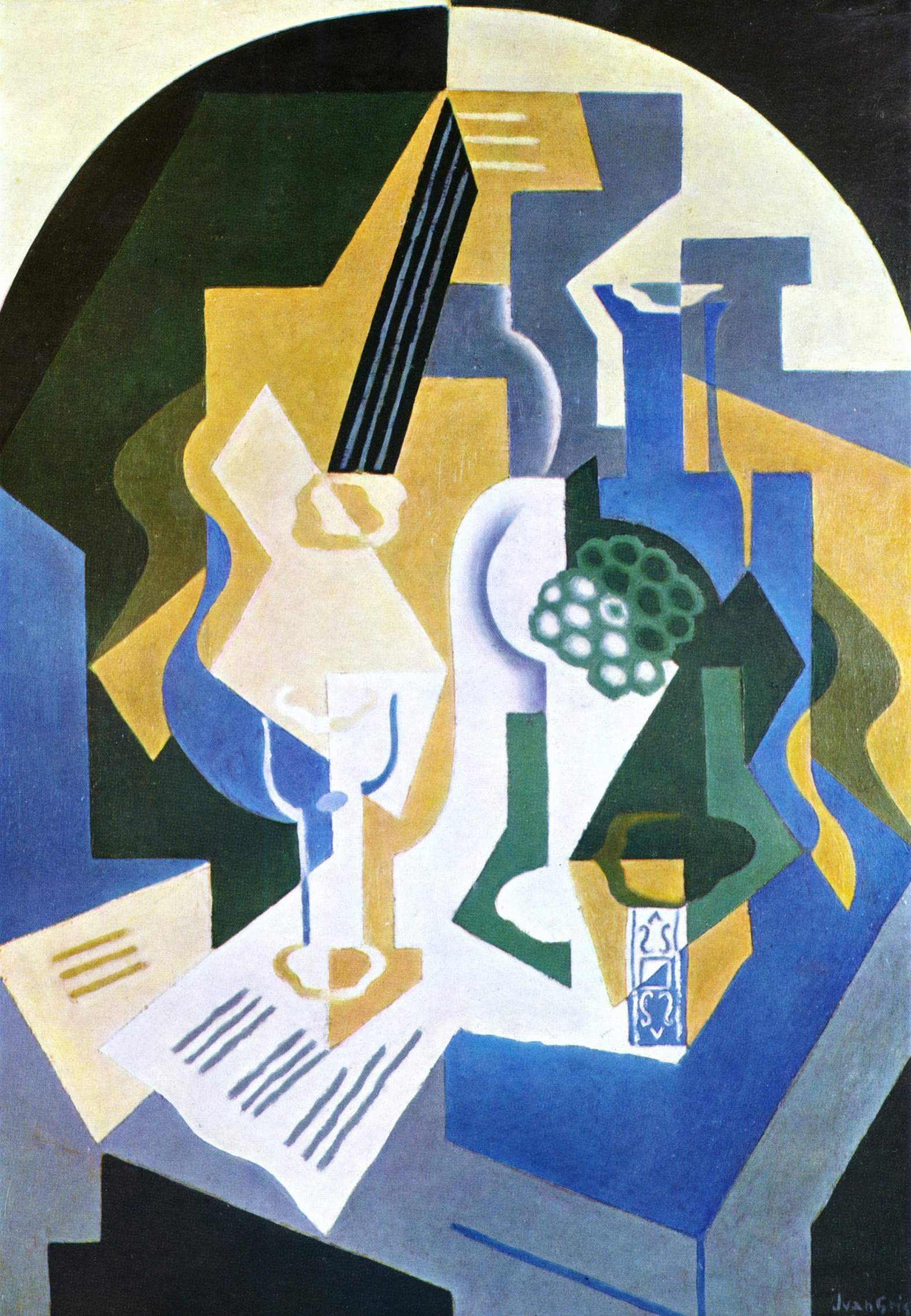
Guitarra y mandolina, 1919, Galerie Beyeler, Basilea.
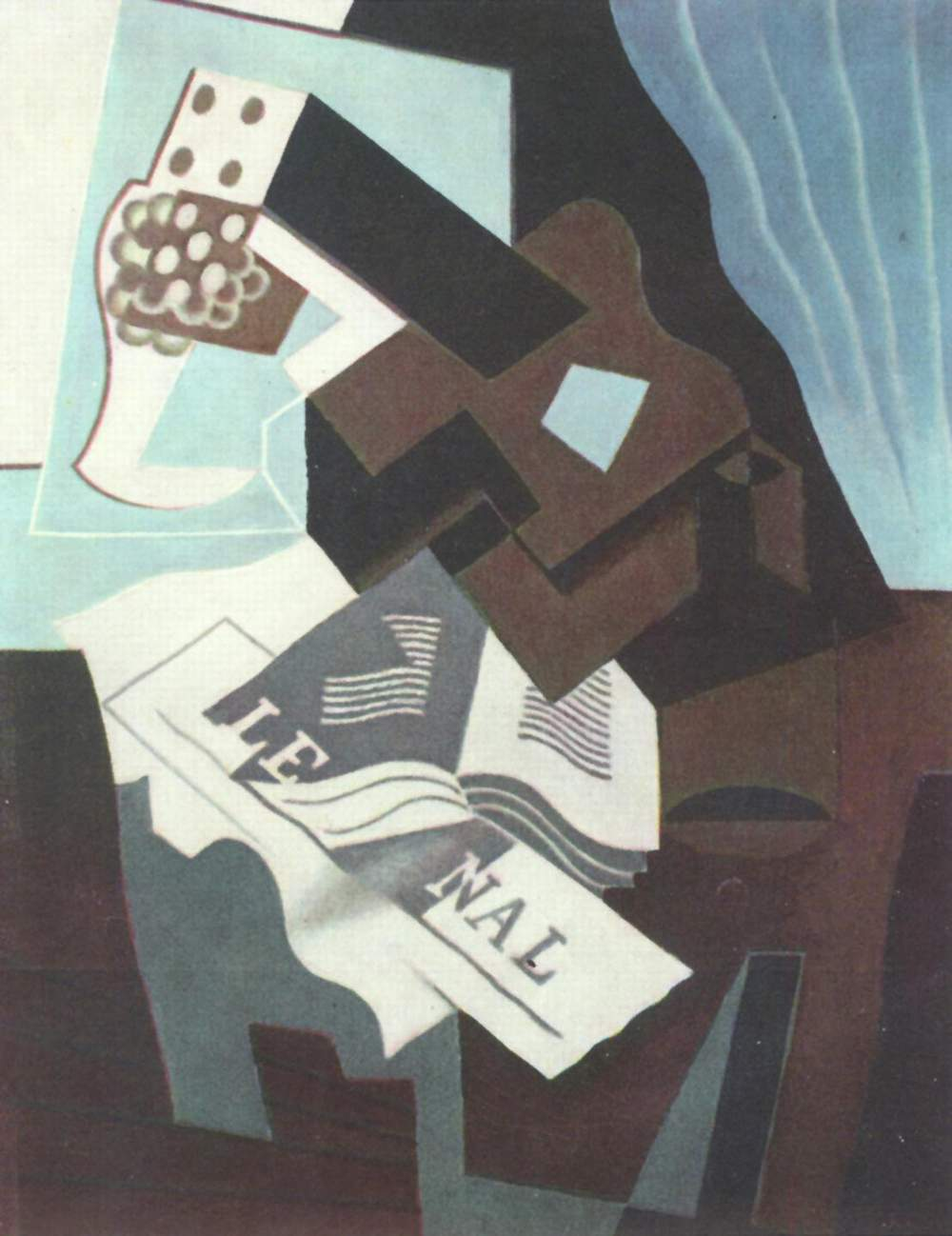
Stilleben mit Gitarre, Buch und Zeitung (Bodegón con guitarra, libro y periódico), 1919, Kunstmuseum, Basilea.
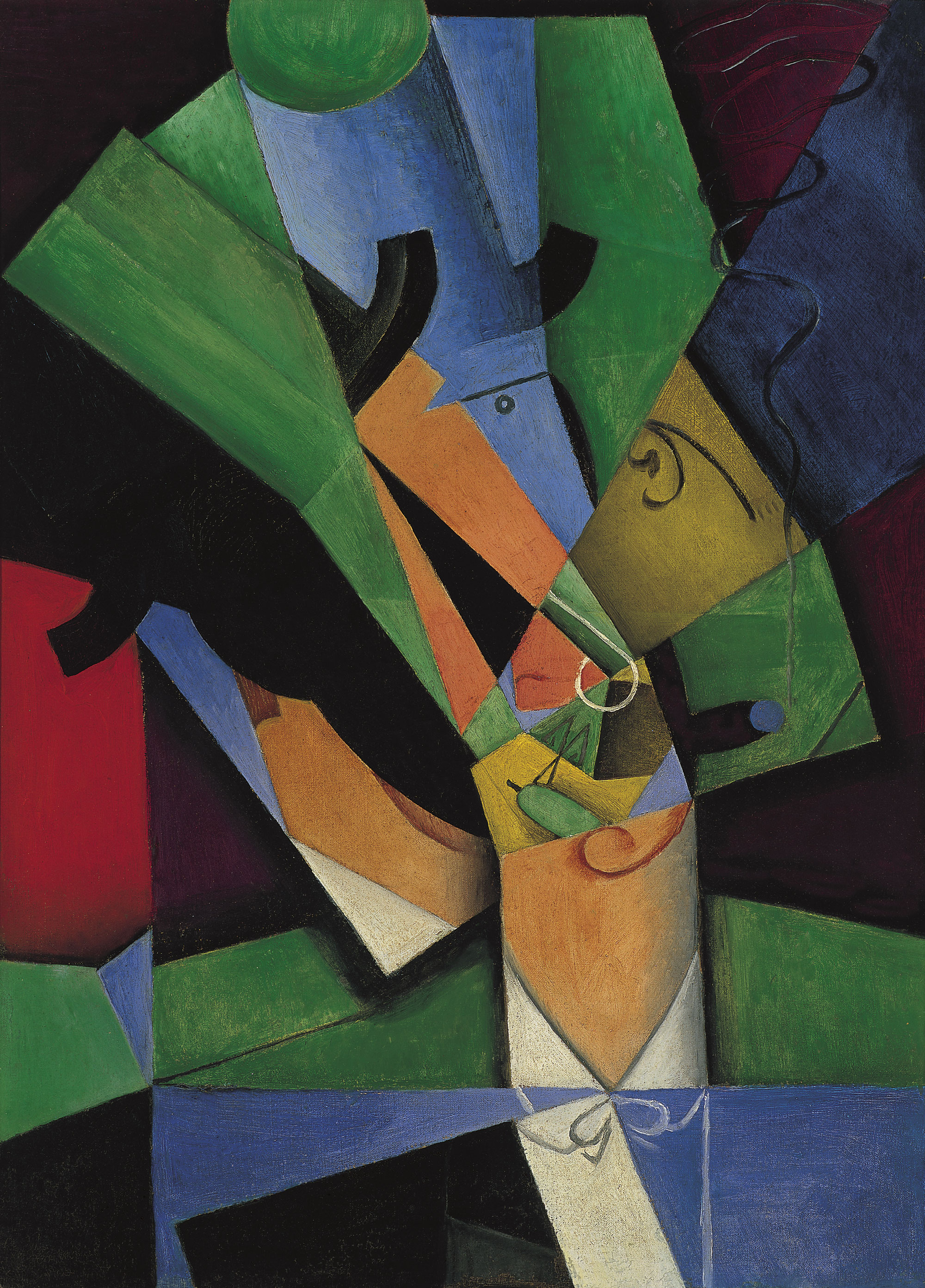
El fumador (Frank Haviland), 1913. Museo Thyssen-Bornemisza.
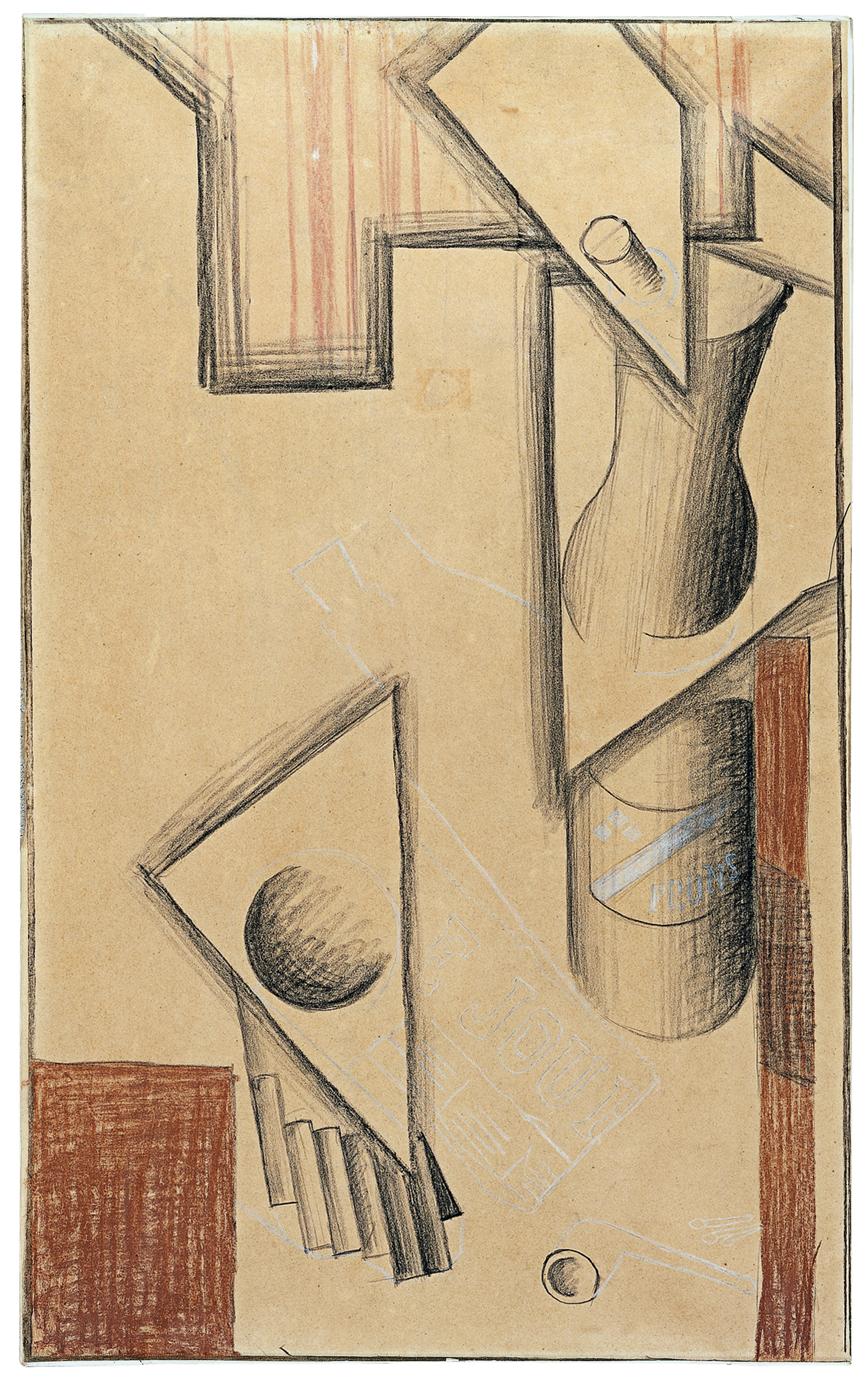
Bodegón, 1913. Museo Thyssen-Bornemisza.
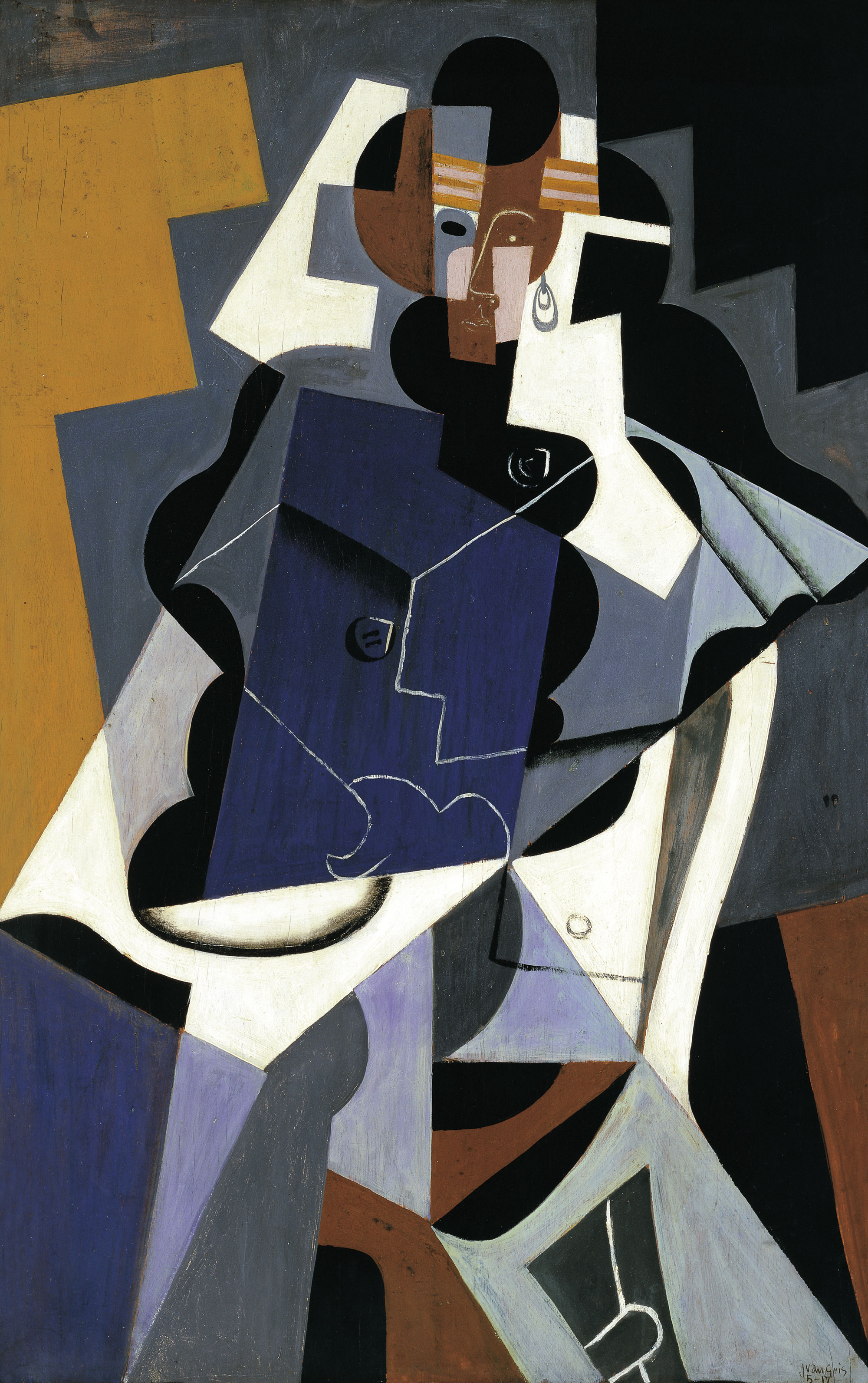
Mujer sentada, 1917. Colección Carmen Thyssen-Bornemisza.
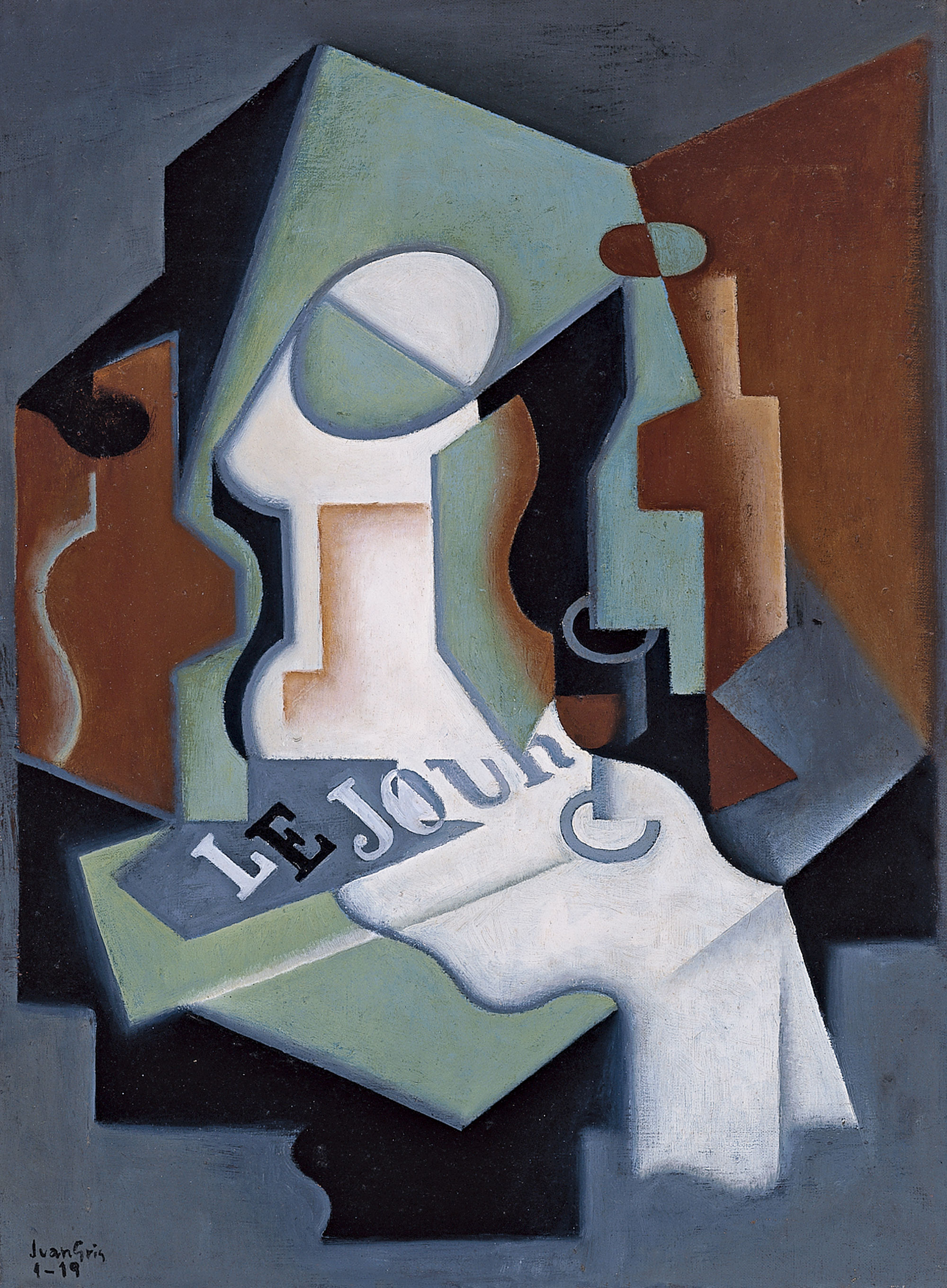
Botella y frutero, 1919. Museo Thyssen-Bornemisza.
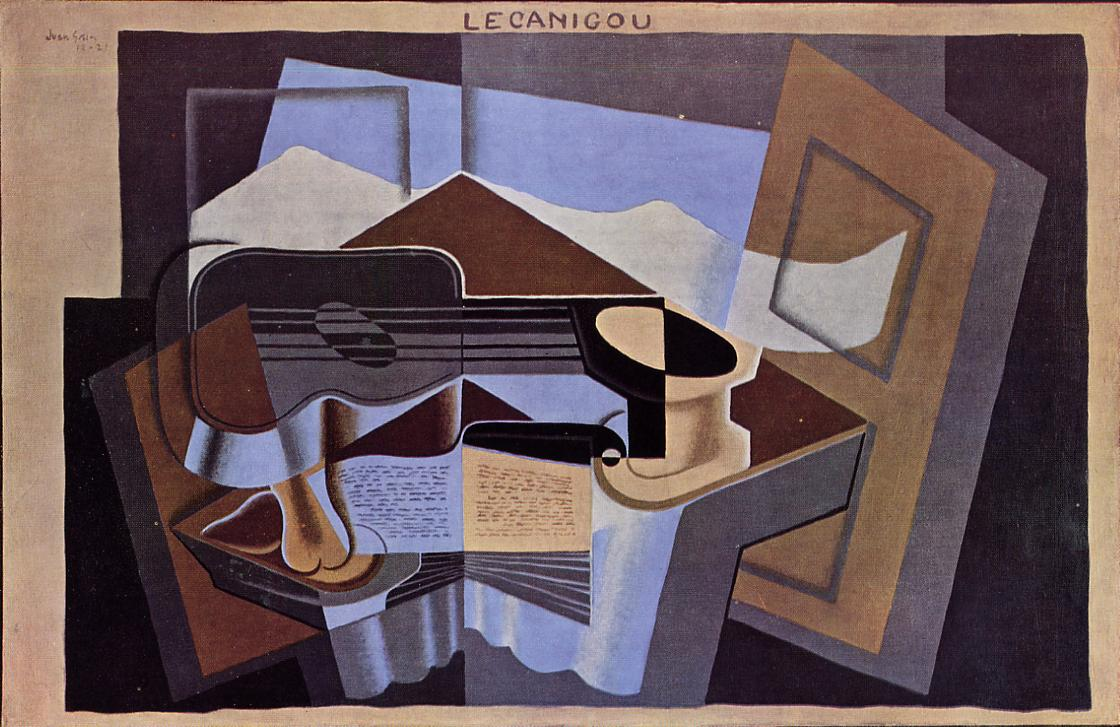
El Canigó, 1921. Museo Albright-Knox.
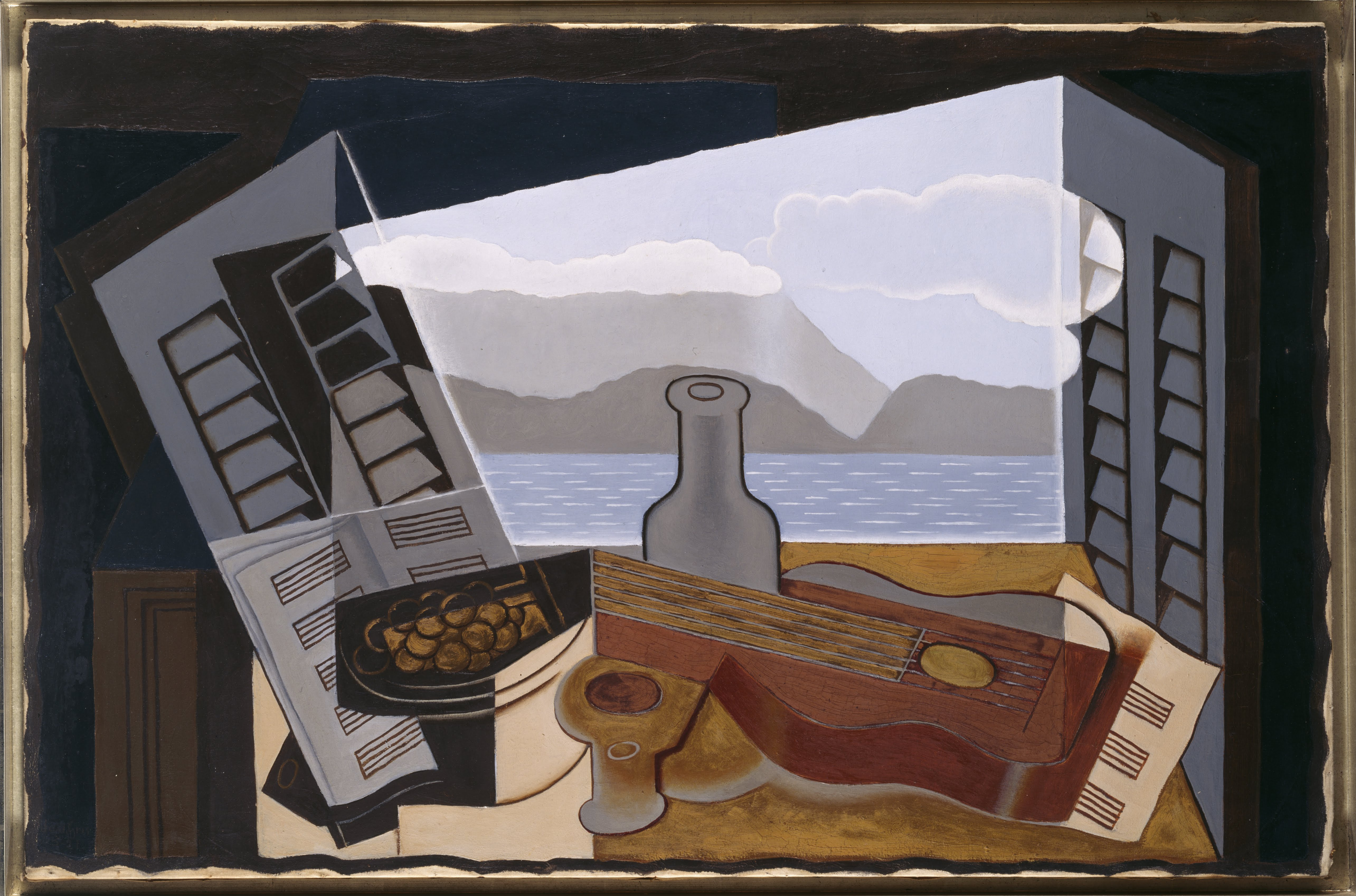
La ventana abierta, 1921. Museo Reina Sofía.
La Botella de Anís, 1921. Museo Reina Sofía.
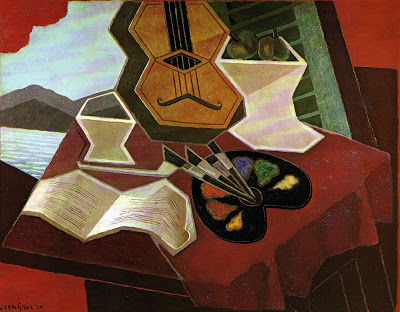
La mesa frente al mar, 1925. Museo Reina Sofía.